# Mandíbulas faríngeas

Mandíbulas faríngeas en una morena

Las mandíbulas faríngeas son un segundo par de mandíbulas que se encuentran en la faringe de algunos peces, y que se distinguen claramente de las mandíbulas primarias u orales. Se cree que se originaron como arcos faríngeos modificados, de una manera similar a como surgieron las mandíbula orales.
Aunque se conocen aproximadamente 30.000 especies de peces que poseen mandíbulas branquiales, teniendo muchas de estas dientes propios, los ejemplos más notables de mandíbulas faríngeas son las que se encuentran en las morenas (familia Muraenidae). A diferencia de otros peces que las poseen, las de las morenas son altamente móviles. Esto puede ser una respuesta a su incapacidad de tragar como otros peces, provocando una diferencia negativa de presiones en su boca. En vez de esto, para cazar las morenas muerden sus presas con sus mandíbulas orales, capturándolas, e inmediatamente después, proyectan sus mandíbulas faríngeas para asirla y tragarla.

## En la ficción
Probablemente el ejemplo más famoso de mandíbulas faríngeas son las que posee la criatura extraterrestre de la serie de películas "Alien". En la película, esta criatura es representada con dos pares de mandíbulas, estando las interiores montadas en una proboscis, que les permite golpear a su presa.